# Johann Sassenbach
Johannes (Johann) Sassenbach (Breun, 12 oktober 1866 - Frankfurt am Main, 19 november 1940) was een Duits syndicalist en politicus voor de SPD.

## Levensloop
Sassenbach sloot zich aan bij de Allgemeiner Deutscher Sattlerverein, waarvan hij in november 1889 te Keulen een afdeling oprichtte. Vervolgens was hij van 1891 tot 1906 voorzitter van deze vakbond te Berlijn. In 1902 werd hij verkozen in het bestuur van de Generalkommission der Gewerkschaften Deutschlands, dat na de Eerste Wereldoorlog werd omgevormd tot de Allgemeiner Deutscher Gewerkschaftsbund (ADGB). Vanuit deze hoedanigheid legde hij zijn focus op de oprichting van bibliotheken, tentoonstellingen en de oprichting van een vakbondsschool te Berlijn. Van deze 'Volkshochschule Groß-Berlin' was hij voorzitter van januari 1920 tot januari 1923.
Van 1905 tot 1915 was hij lid van de 'Berliner Stadtverordnetenversammlung' (Berlijnse gemeenteraad) en van 1915 tot 1920 maakte hij er deel uit van het eerste sociaaldemocratische stadsraad. Vervolgens werd hij in 1920 aangesteld als eerste 'Sozialattaché' op de Duitse ambassade te Rome.
In 1922 werd hij aangesteld als secretaris van het Internationaal Vakverbond (IVV), een functie die hij deelde met de Nederlanders Edo Fimmen (1922-1923) en Jan Oudegeest (1922-1927) en de Brit John Brown. Nadat Fimmen in 1923 en Oudegeest en Brown in 1927 ontslag namen uit deze functie werd Sassenbach algemeen secretaris van het IVV, een functie die hij uitoefende tot 1931. Hij werd in deze hoedanigheid opgevolgd door de Belg Walter Schevenels.
Na zijn pensioen keerde hij terug naar Duitsland, alwaar hij op 7 mei 1934 door de nazi's werd gearresteerd op basis van 'anti-staatsdaden', ook werd zijn bibliotheek in beslag genomen. Vervolgens volgde een aanklacht wegens 'vermoedens van voorbereiding op hoogverraad' en werd hij in voorlopige hechtenis geplaatst vanaf 15 mei 1934. Kort na het uitbreken van de Tweede Wereldoorlog overleed hij te Frankfurt am Main.
In Berlijn is er een vereniging ter promotie van de geschiedenis van vakbonden naar hem vernoemd, met name het 'Johannes Sassenbach Gesellschaft' (JSG).